# DJ Hiroking
DJ Hiroking （1982年12月23日 - ） は日本のDJ。東京都出身。ヒップホップ、R&B、ファンクが中心。

## ディスコグラフィー
- Dancers Masterpiece
- Official Mix CD（2010年)
- The Guestlist EP (2020年１月)
- Spoiler Alert EP(2020年2月)
- Get Over You feat. 鳥渕杏奈 & ラップ丸山(2021年１月)
- Soy Milk Tea feat. Jiino(2021年3月)

## 出演

### イベント
- ダンスアライブ

### テレビ
- NHK　スクールライブショー　（2012年)
- テレビ東京 DANCE@TV（2019-2014年)
- メーテレ　ダンスチャンネル　ダンスバトルTVプラウド　（？？？～現在）

### ラジオ
- InterFM　Tokyo Dance Park (???～現在)
- KPFT　Quantum Leap Radio (2016年)